# Theresia Zierler

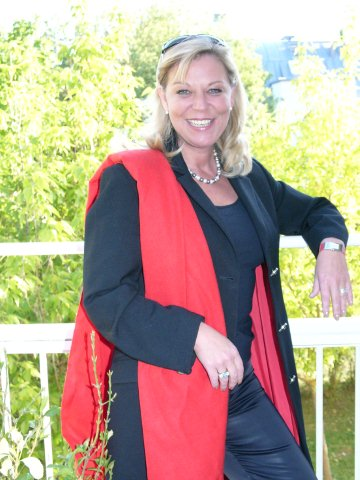
Theresia Zierler (2014)

Theresia Zierler (* 30. September 1963 in Eibiswald) ist eine ehemalige Politikerin (FPÖ, BZÖ und Liste Fritz Dinkhauser) sowie eine ehemalige TV-Moderatorin beim ORF.

## Leben
Nach einer 14-jährigen Tätigkeit beim ORF kam Zierler 1999 als Quereinsteigerin zur FPÖ und gehörte ab dem 29. Oktober 1999 dem Nationalrat an. Nach der Übernahme der FPÖ-Bundesobmannschaft durch Susanne Riess-Passer stieg Zierler im Mai 2000 zur FPÖ-Generalsekretärin auf, gab dieses Amt jedoch zum Jahresende 2001 wieder ab. Nach den vorgezogenen Neuwahlen vom November 2002 zog sie sich aus der Bundespolitik zurück. Anschließend fungierte sie als FPÖ-Landtagsabgeordnete in der Steiermark. Im April 2005 schloss sich Zierler der neu gegründeten FPÖ-Abspaltung Bündnis Zukunft Österreich an, sie selbst verzichtete bei den im Oktober folgenden Landtagswahlen jedoch auf eine Kandidatur. Im Jahr 2007 trat sie dann auch aus dem BZÖ aus. Bei der Nationalratswahl in Österreich 2008 kandidierte sie für die Liste Fritz Dinkhauser.
Theresia Zierler hat ein Buch veröffentlicht und ist gegenwärtig als Medien- und Kommunikationstrainerin tätig. Zudem ist sie Geschäftsleiterin der „KMU Akademie & Management AG“ in Wien.